# Benthochromis
Benthochromis Poll, 1986 è un genere di pesci d'acqua dolce appartenente alla  famiglia Cichlidae ed alla sottofamiglia Pseudocrenilabrinae.

## Distribuzione
Provengono dal Lago Tanganica, in Africa.

## Descrizione
La specie di dimensioni maggiori è Benthochromis melanoides, che raggiunge i 18.2 cm.

## Tassonomia
In questo genere sono riconosciute 3 specie:
- Benthochromis horii
- Benthochromis melanoides
- Benthochromis tricoti